# キース・ムリングス
キース・ムリングス（Keith Mullings、1968年8月1日 - 2021年5月29日）は、アメリカ合衆国の男性プロボクサー。ジャマイカミドルセックス郡マンチェスター教区出身。元WBC世界スーパーウェルター級王者。 Brooklyn Assassin(ブルックリンの暗殺者)の愛称で親しまれた。

## 来歴
1993年7月24日、ムリングスはプロデビューを果たし2回TKO勝ちを収め白星でデビューを飾った。
1993年10月27日、アーロン・ミッチェルと対戦し4回2-1の判定勝ちを収めた。
1993年11月19日、エドワード・レオンと対戦し6回判定勝ちを収めた。
1994年5月20日、ラファエル・ヘルナンデスと対戦し5回TKO勝ちを収めた。
1995年3月24日、アンソニー・ジョセフと対戦し8回判定勝ちを収めた。
1996年10月4日、マディソン・スクエア・ガーデンでダーレル・ウッズと対戦し初黒星となる12回1-2の判定負けを喫した。
1997年2月22日、クリスチャン・ロイド・ジョセフと対戦し8回1-2の判定負けを喫した。
1997年4月21日、ビクター・マシエルと対戦し引き分けに終わった。
1997年5月30日、トニー・マーシャルと対戦し10回判定負けを喫した。
1997年7月5日、ダニエル・ストークスと対戦し10回判定勝ちを収めた。
1997年9月13日、トーマス&マック・センターでIBF世界スーパーウェルター級王者ラウル・マルケスと対戦し12回1-2(113-115、112-116、115-113)の判定負けを喫し王座獲得に失敗した。
1997年12月6日、WBC世界スーパーウェルター級王者テリー・ノリスと対戦し9回51秒TKO勝ちを収め王座獲得に成功した。
1998年3月14日、トランプ・タージ・マハール内マーク・Ｇ・エテズス・アリーナでダビッド・シアル・ランテと対戦し5回終了時棄権によるTKO勝ちを収め初防衛に成功した。
1999年1月29日、マドリードのプラザ・デ・トロスラ・クビエラでハビエル・カスティリェホと対戦し12回0-2(112-116、114-115、114-114)の判定負けを喫し2度目の防衛に失敗し王座から陥落した。
1999年8月28日、WBA世界スーパーウェルター級王者デビッド・リードと対戦し12回0-3(3者共に111-117)の判定負けを喫しWBCに続く王座獲得に失敗した。
2000年12月16日、NABF北米・USBA全米スーパーウェルター級王者ロナルド・ライトと対戦し12回0-3(112-116、110-118、108-120)の判定負けを喫し王座獲得に失敗した。
2001年4月7日、WBF世界スーパーウェルター級王者スティーブ・ロバーツと対戦し2回1分53秒TKO負けを喫し王座獲得に失敗した試合を最後に、現役を引退した。

## 獲得タイトル
- WBC世界スーパーウェルター級王座（防衛1）